# Магнитозвуковые волны
Магнитозвуковы́е во́лны (также просто магнитный звук) — продольные низкочастотные волны в плазме, находящейся во внешнем постоянном магнитном поле.
При наличии внешнего магнитного поля в плазме возможно существование семи типов низкочастотных (или магнитогидродинамических) волн: двух альвеновских, двух быстрых магнитозвуковых, двух медленных магнитозвуковых и одной энтропийной волн.

## Характеристики магнитозвуковых волн
Скорости магнитозвуковых волн зависят от частоты и длины волны и от угла распространения по отношению к направлению внешнего магнитного поля. Фазовая скорость быстрых магнитозвуковых волн равна {\displaystyle v_{ph}=\pm v_{+}}, медленных — {\displaystyle v_{ph}=\pm v_{-}}, где знак зависит от направления распространения («плюс» относится к направлению вдоль направления магнитного поля, «минус» — против), а величины {\displaystyle v_{\pm }} определяется выражением:
{\displaystyle v_{\pm }^{2}={\frac {1}{2}}\left(v_{A}^{2}+v_{s}^{2}\pm {\sqrt {\left(v_{A}^{2}+v_{s}^{2}\right)^{2}-4v_{A}^{2}v_{s}^{2}\cos ^{2}\vartheta }}\right)}
где
{\displaystyle v_{A}={\frac {B}{\sqrt {4\pi \rho }}}} — альфвеновская скорость (здесь B — величина магнитной индукции внешнего поля, {\displaystyle \rho } — плотность плазмы);
{\displaystyle v_{s}={\sqrt {\left({\frac {dp}{d\rho }}\right)_{S}}}} — скорость звука (здесь p — внутреннее давление в плазме, а производная берётся при постоянной энтропии S).
{\displaystyle \vartheta } — угол между направлением распространения магнитозвуковой волны и направлением вектора внешнего магнитного поля.
В магнитозвуковых волнах равны нулю возмущения скорости плазмы в направлениях, перпендикулярных направлению распространения волны и
магнитному полю, то есть эти волны являются плоскополяризованными. Кроме того, магнитный звук является изоэнтропийной волной.

## Затухание магнитозвуковых волн
При наличии в плазме потерь, связанных со столкновением частиц, то есть с вязкостью, магнитозвуковые волны затухают. В общем случае вид коэффициента затухания достаточно сложен, однако в случае сильного магнитного поля, так что {\displaystyle v_{s}\ll v_{A}} он имеет вид:
- для быстрой магнитозвуковой волны:
{\displaystyle k={\frac {\omega ^{2}\nu _{m}}{2v_{A}^{2}}}}
- для медленной магнитозвуковой волны:
{\displaystyle k={\frac {\omega ^{2}\nu _{m}\sin ^{2}\vartheta }{2v_{A}^{2}v_{s}\left|\cos \vartheta \right|^{3}}}}

Здесь введено обозначение
{\displaystyle \nu _{m}={\frac {c^{2}}{4\pi \sigma }}} — магнитная вязкость ({\displaystyle \sigma } — электропроводность плазмы)